# Josianne Cutajar
Josianne Cutajar, född 27 december 1989 i Victoria på Malta, är en maltesisk politiker. Hon valdes in i Europaparlamentet 2019.
Cutajar satt kvar i Europaparlamentet fram till 2024. Under hennes valperiod var hon vice ordförande av delegationen för förbindelserna med Australien och Nya Zeeland. Hon var ledamot av utskottet för industrifrågor, forskning och energi och särskilda utskottet för covid-19-pandemin: lärdomar och rekommendationer inför framtiden. Hon var även suppleant i utskottet för transport och turism, utskottet för regional utveckling, delegationen för förbindelserna med Folkrepubliken Kina och delegationen till den parlamentariska församlingen för unionen för Medelhavsområdet.